# Manoir de Kerolin
Le manoir de Kerolin est un édifice situé à Lanvaudan, en France.

## Situation
Le manoir est situé sur le territoire de la commune de Lanvaudan, au lieu-dit Kerlin, dans le département du Morbihan, en région Bretagne.

## Description
Le manoir est en ruines, édifice construit en pierre de taille et moellons de granite. Toiture  à longs pans..

## Histoire
Le manoir est construit à partir de 1350 à Guerholein et berceau de la famille de Jégado (seigneurs de Coetmec et Kergrand à Lanvaudan, de Coetize et Clehen à Inguiniel et Calan). Propriété de Jehan Jegado en 1447, lorsqu'il est anobli par le duc François Ier de Bretagne. Il passe ensuite entre les mains de Guillaume de Bahuno (à partir du XVIIe siècle). Les pierres du manoir et de la chapelle ont été vendues à partir de 1890.
Le manoir est détruit, seuls demeurent le cellier, les écuries, la chapelle en ruine et les vestiges de deux portails.
Il est inscrit à l'inventaire général du patrimoine culturel en 1986.